# Irénée Guimarães
Irénée Guimarães est un philosophe et journaliste né le 21 juillet 1929 au Brésil, dans l'État du Ceará, et mort le 10 décembre 2005, à son domicile de Rio de Janeiro. 

## Biographie
Antonio Deusdedit Da Cruz Guimarães, dit Irénée Guimarães, commença des études religieuses au séminaire de Fortaleza et les poursuivit avec les dominicains à São Paulo, avant d'être admis au couvent de Saint-Maximin-la-Sainte-Baume, en France. Il adopta tout au long de sa carrière le prénom "Irénée" qui lui fut donné par les dominicains. 
Juste avant d'être ordonné prêtre, il quitta sa carrière religieuse pour suivre une voie académique à la Sorbonne. Après son doctorat en philosophie, une rencontre avec Hubert Beuve-Méry, fondateur du quotidien Le Monde, orientera ce philosophe vers le journalisme. 
En 1957 il se marie à Paris. En compagnie de son épouse, Marie Colette Roux, il quitte la France pour le Brésil. Ils auront deux enfants, Michel et Christine. 
Devenu correspondant au Brésil du journal Le Monde dans les années 1960, Irénée Guimarães sera arrêté à dix-neuf reprises par le régime des militaires instauré après le coup d'état de 1964. La permanente recherche de la vérité qui transparaissait toujours dans ses reportages irritait la dictature brésilienne. Irénée Guimarães travailla également de nombreuses années à l'Agence France-Presse puis participa à la rédaction de L'Express avant de devenir, en 1970, grand reporter à l'hebdomadaire brésilien Manchete. 
Irénée Guimarães a aussi été le témoin oculaire d'événements qui ont ensanglanté l'Afrique et l'Amérique latine, particulièrement l'Argentine de Juan Domingo Perón et celle des militaires. Avant d'être capturé en Bolivie avec Régis Debray puis expulsé de ce pays par les forces gouvernementales boliviennes, en dépit de menaces de mort Irénée Guimarães remettra en Bolivie, au frère de Che Guevara, les derniers témoignages et les dernières photos de celui qui allait devenir un mythe.

### Sources
- « Toute l’actualité en continu », sur lemonde.fr (consulté le 25 décembre 2023)
- (pt) « Justiça censura também a Polícia Federal », sur observatoriodaimprensa.com.br via Wikiwix (consulté le 25 décembre 2023)
- (en) « Irineu Guimarães  TV Uniban2000 » [vidéo], sur YouTube (consulté le 25 décembre 2023)